# X (musikalbum av Anna Vissi)
X är ett musikalbum av Anna Vissi. Albumet släpptes den 26 november 2002 i Grekland och någon månad efter i USA.

## Låtlista
1. Taseis Aftoktonias (ΤΑΣΕΙΣ ΑΥΤΟΚΤΟΝΙΑΣ)
2. X (X)
3. Se Zilevo (ΣΕ ΖΗΛΕΥΩ)
4. Martirio (ΜΑΡΤΥΡΙΟ)
5. Sigharitiria (ΣΥΓΧΑΡΗΤΗΡΙΑ)
6. Pai Telioses (ΠΑΕΙ ΤΕΛΕΙΩΣΕ)
7. Tifli Empistosini (ΤΥΦΛΗ ΕΜΠΙΣΤΟΣΥΝΗ)
8. Ta Radiofona (ΤΑ ΡΑΔΙΟΦΩΝΑ)
9. Ekplixi (ΕΚΠΛΗΞΗ)
10. Aipnies (ΑΥΠΝΙΕΣ)
11. Pes To Xana (ΠΕΣ ΤΟ ΞΑΝΑ)
12. Xronia Polla (ΧΡΟΝΙΑ ΠΟΛΛΑ)